# Notstandseinheit
Die Notstandseinheit war eine für Katastrophen- und Unglücksfälle aufgestellte überregional agierende Sondereinheit der Feuerwehren Bayerns.

## Definition
Die Notstandseinheiten hatten ihren Ursprung in der Nachkriegszeit, in der viele Feuerwehren in Bayern nur eine geringe Fahrzeug- und Geräteausstattung besaßen und bei größeren Schadensfällen nur unzureichend helfen konnten.
Daher wurden bei größeren Feuerwehren Löschzüge sowie viele Sonderfahrzeuge für überörtliche Einsätze zu Notstandseinheiten zusammengefasst, auch Notstands-Fernbereitschaften genannt.
Wie der Name bereits impliziert, waren die Notstands-Fernbereitschaften als Taktischer Verband der Größe 1 "Bereitschaft" aufgestellt.

## Stationierung
Es gab folgende Notstandseinheiten:
- Oberbayern
  - Notstandseinheit Staatliche Feuerwehrschule Geretsried – Landesreserve
  - Notstandseinheit München
  - Notstandseinheit Ingolstadt
  - Notstandseinheit Rosenheim
- Niederbayern
  - Notstandseinheit Landshut
  - Notstandseinheit Straubing
  - Notstandseinheit Passau
- Oberpfalz
  - Notstandseinheit Staatliche Feuerwehrschule Regensburg – Landesreserve
  - Notstandseinheit Amberg
  - Notstandseinheit Cham
  - Notstandseinheit Regensburg
- Oberfranken
  - Notstandseinheit Bamberg
  - Notstandseinheit Bayreuth
  - Notstandseinheit Hof
- Mittelfranken
  - Notstandseinheit Nürnberg
- Unterfranken
  - Notstandseinheit Würzburg
  - Notstandseinheit Schweinfurt
- Schwaben
  - Notstandseinheit Augsburg
  - Notstandseinheit Kempten (Allgäu)

## Stärke
Die Notstandseinheiten bestanden in der Regel aus zwei Zügen, einer Führungseinheit mit dem Bereitschaftsführer und der jeweiligen an die Schadenslage angepassten Pool aus Sonderfahrzeugen.

## Weitere Entwicklung
Die Notstandseinheiten wurden durch die in Bayern 2008 neu erstellten Hilfeleistungskontingente ersetzt, die nun in größerer Zahl in Bayern aufgestellt wurden, als nach diversen Hochwassern, der Schneekatastrophe und mehreren Waldbränden seitens des Innenministeriums die Notwendigkeit gesehen wurde, mehr Kräfte gebündelt in einen Schadensraum zu führen.